# Antonio di Mauro
Antonio di Mauro (* 1965) ist ein deutscher Schauspieler italienischer Herkunft.

## Werdegang
Antonio di Mauro wurde 1965 als einer von zwei Söhnen geboren. Seine Wurzeln liegen in Kalabrien, von wo aus seine Eltern in den 1960er Jahren nach Deutschland immigrierten und fortan im Schwarzwald lebten.
Seine Schauspielausbildung absolvierte er von 1989 bis 1993 am Schauspiel München, daneben nahm er privaten Unterricht bei Nina Gaidavora. Während dieser Zeit debütierte Mauro in der französischsprachigen Fernsehproduktion Der Erfolg ihres Lebens, die in Frankreich, Deutschland und Italien entstand. Danach übernahm er diverse Episodenrollen, vornehmlich in Krimi-Serien wie Der Alte, Siska, Doppelter Einsatz, Die Rosenheim-Cops, Mit Herz und Handschellen oder Kommissar Rex.
Des Weiteren wurde er für zahlreiche bekannte Fernsehserien wie beispielsweise Alle meine Töchter, Die Fallers, Familie Dr. Kleist, Unser Charly und Sturm der Liebe engagiert. 1998 drehte er in Sylvia – Eine Klasse für sich 13 Folgen lang an der Seite von Uschi Glas. 2006 trat er in einer viermonatigen Episodenrolle in der ARD-Vorabendserie Marienhof auf, wo er den Italiener Luigi, den Bruder der Hauptrolle Stefano Maldini (Antonio Putignano), verkörperte. Zuletzt wirkte er in der Medical Daily Herzflimmern – Die Klinik am See mit, wo er ein Festengagement bekam. Vom 4. April bis 24. Oktober 2011 war er dort in der Rolle Antonio Bennini zu sehen.
Außerdem spielte Mauro bereits in einigen Kinoproduktionen mit. So stand er 1998 für Schmetterlinge der Nacht von Andreas Lechner vor der Kamera, bot 2004 in Lautlos (Mennan Yapo) eine Kleinrolle dar und gab 2008 im Drama In jeder Sekunde (Jan Fehse) seine Schauspielkunst zum besten.
Antonio di Mauro wurde in deutscher und italienischer Sprache aufgezogen, daneben spricht er Englisch. Derzeit lebt er in München.

## Filmografie

### Kino
- 1997: Per Luftpost (als Türke)
- 1997: ... Und tschüss (als Reisender)
- 1997: Love Bites – Kochzeit (Kurzfilm) (als Ciccio)
- 1998: Alle für die Mafia (als Filippo)
- 1999: Almost (Kurzfilm) (als Bruder)
- 1999: Schmetterlinge der Nacht (als Taxifahrer Toni)
- 2001: Weites Meer (Kurzfilm) (als Salvatore)
- 2002: Opus (Kurzfilm) (u. a. als Kellner, Bademeister)
- 2002: Amor (Kurzfilm) (als Sergio)
- 2004: Lautlos (als Polizist in Ninas Wohnung)
- 2008: In jeder Sekunde (als Jo)
- 2010: Mafia – Farewell to the Godfather (als Inspektor di Lauro)

### Fernsehen
| - 1990: Der Erfolg ihres Lebens (als Luca Salvante) - 1991: Eurocops – Die Ratte (als Reporter) - 1992: Der kleine und der alte Mann (als Barkeeper) - 1992: Die Beständigkeit der Erinnerung (als Weingutbesitzer) - 1992: Der gute Kurt (als Natosoldat) - 1993: Ein Sommernachtstraum (als Jogger) - 1993: Aufstand der Tiere (als Regisseur) - 1993: Zoff und Zärtlichkeit (als Polizist) - 1993: Hecht & Haie – Falsches Spiel (als Carlo Brughero) - 1994/1997: Doppelter Einsatz - 1994: Blutiger Schnee (als Giacosa) - 1997: Familienbande (als Toni Malagrino) - 1994: Das Scheidungsgericht (als S. di Stefano) - 1995: So ist das Leben! Die Wagenfelds (als Fabio Conti) - 1995: Kopfjagd (als Francois) - 1996: Mißbraucht (als Ralf) - 1997: Kommissar Schimpanski – Diamantenjagd (als Gozzi) - 1997: Parkhotel Stern (als Luca Buzzati) - 1998: Kommissar Rex (Pilotfilm zur Serie) – Der Neue (als Gianni Fedele) - 1998: Alle meine Töchter – Eifersucht und Niedertracht (als Adriano) - 1998: Eine Sünde zuviel (als Dr. Margoni) - 1998: Sylvia – Eine Klasse für sich (als Luciano) - 1998/1999: Die Wache - 1998: Schwarzer Panther (als Toni Montana) - 1999: Snuff-Movies (als Nico Valenti) - 1998: Supersingle - 1999: JETS – Leben am Limit (Pilotfilm zur Serie) (als Vito) - 1999: Dr. Stefan Frank – Der Arzt, dem die Frauen vertrauen - Der Todessprung - Fesseln der Liebe - Entscheidung fürs Lieben - 1999: Heimlicher Tanz (als Angelo) - 1999: Hotel Mama – Mama auf der Flucht (als Christos) - 1999: Prosit Neujahr (als Alberto Albano) - 2000: Der Kapitän – Das Geheimnis der Viking (als Vittorio) - 2000: Es geht nicht immer nur um Sex (als Carlos) - 2001: Allein unter Männern (als Dr. Marco Montesi) - 2001: Denninger – Der Mann mit den zwei Gesichtern (als Fotograf) - 2001: Die Motorrad-Cops – Hart am Limit – Italienisches Roulette (als Emilio Zenga) | - 2001: Der Clown – Schutzgeld (als Dino) - 2001: Herzschlag – Das Ärzteteam Nord (Tomaso Trotta) - 2002: Alphateam – Die Lebensretter im OP – Grenzenlose Liebe (als Oswaldo Diaz) - 2002: Die Hinterbänkler – Die Homestory - 2002: Im Visier der Zielfahnder – Familienurlaub (als Giorgio Lamberti) - 2003: Cappuccino zu Dritt (als Dino) - 2003: SOKO Köln – Pizza für den Paten (als Roberto Baldini) - 2004: Eine verflixte Begegnung im Mondschein (als Livio) - 2004: Familie Dr. Kleist – Ein Fest mit Folgen (als Vittorio) - 2004: Ein Gauner Gottes (als Marcello Griesinger) - 2004: Siska – Schlangengrube (als Luigi) - 2004: Die Eisheilige (als Tim) - 2005: Wo bleibst du, Baby? (als Mauro) - 2005: Hexenküsse (als Tim) - 2005: Mit Herz und Handschellen – Abgekartetes Spiel (als Flavio Lucenzo) - 2005: Die Rosenheim-Cops – Neue Opfer für König Ludwig (als Luigi Venucci) - 2005: Heiraten macht mich nervös (als Angelo) - 2005: Arme Millionäre – Geld stinkt nicht (als Johnny) - 2006: Marienhof (als Luigi Maldini) - 2006: Die Fallers – Eine Schwarzwaldfamilie (als Oliver) - 2006: Ein Fall für den Fuchs – Das Amulett der Inkas (als Dr. Omari) - 2005: Wachgeküsst (als Romero) - 2007: Sehnsucht nach Rimini (als A. Anselmi) - 2007: Liebe auf den dritten Blick (als Empfangschef) - 2008: Tagebuch eines Illegalen (als Mennan) - 2008: Mein Traum von Venedig (als Stefano Cannavaro) - 2008/2012: Unser Charly - 2008: Gesucht und gefunden (als Mario Carello) - 2012: Charly und das kranke Kälbchen (als Franco Fermani) - 2009: Sturm der Liebe (als Christoph Scholl) - 2010: SOKO 5113 – Spurlos (als Luigi Basso) - 2010: Tiere bis unters Dach – Dickhäuter (als Direktor Malafosse) - 2010: Der Alte – Tödliches Alibi (als Ober Matteo) - 2010: Nachtschicht – Das tote Mädchen (als Gianluca) - 2011: Herzflimmern – Die Klinik am See (als Antonio Bennini) - 2016: Dolores - 2016: Notruf Hafenkante – Vater, Mutter, Kind - 2017: Hubert und Staller – Eigentor - 2017: Bad Cop – kriminell gut – La Dolce Vita - 2021: Ein Sommer auf Elba |